# ソニンク
ソニンク（欧字名:Soninke、1996年2月28日 - 2012年6月22日）はイギリスの競走馬、繁殖牝馬。競走馬としては未出走のまま引退したが、繁殖牝馬として日本に輸入された後、多くの活躍馬を出す牝系の祖となった。
牝系の主な直系子孫にロジユニヴァース、ディアドラ、ソングライン、パンジャタワーがいる。

## 生涯
1996年2月にイギリスで出生。生産者は日本においてはシェイク・モハメド殿下として知られるムハンマド・ビン・ラーシド・アール・マクトゥームである。1986年アイリッシュ1000ギニーなどGI3勝を挙げたSonic Ladyを母に持つ良血であったが、競走馬としてはデビューせずに繁殖入り。
2001年にCape Crossとの仔（のちのアコースティクス）を受胎した状態で日本に輸入され、北海道早来町のノーザンファームで繁殖生活を送った。重賞を勝つ馬はなかなか現れなかったが、シンボリクリスエスとの配合で生産した6番仔のランフォルセが2011年にエルムステークスを優勝し、産駒初の重賞勝利を達成。またアグネスタキオンとの配合で生産した8番仔のノーザンリバーも、さきたま杯連覇などダートグレード競走を6勝する活躍を見せた。
2009年には初仔アコースティクスの産駒であるロジユニヴァースが東京優駿を制し、一族初のGI級競走およびクラシック制覇を達成。
ソニンクは最終的に10頭の産駒を残し、2012年6月22日に死亡した。
ソニンク亡き後も子孫は活躍を続けており、2017年に7番仔ライツェントの産駒であるディアドラが一族初の牝馬GI制覇となる秋華賞を制覇。2019年には同馬が一族初の海外GI制覇となるナッソーステークスを優勝している。2022年には3番仔ルミナスポイントの孫にあたるソングラインが一族初の古馬混合GI制覇となる安田記念を制した。

## 繁殖成績
|        | 生年   | 馬名             | 性 | 毛色   | 父                 | 馬主                     | 管理調教師       | 戦績                                                                                     | 出典   |
| ------ | ------ | ---------------- | -- | ------ | ------------------ | ------------------------ | ---------------- | ---------------------------------------------------------------------------------------- | ------ |
| 初仔   | 2001年 | アコースティクス | 牝 | 鹿毛   | Cape Cross         |                          |                  | 不出走（抹消、繁殖）                                                                     | [ 3 ]  |
| 2番仔  | 2002年 | モンローブロンド | 牝 | 青毛   | アドマイヤベガ     | 金子真人ホールディングス | 栗東・安田隆行   | 20戦4勝（抹消、繁殖） 2着・ファンタジーS（GIII）                                         | [ 4 ]  |
| 3番仔  | 2003年 | ルミナスポイント | 牝 | 青鹿毛 | アグネスタキオン   | （有）サンデーレーシング | 栗東・安田隆行   | 23戦5勝（抹消、繁殖）                                                                    | [ 5 ]  |
| 4番仔  | 2004年 | ヴァイスハイト   | 牝 | 青鹿毛 | アドマイヤベガ     | （有）キャロットファーム | 栗東・安田隆行   | 21戦2勝（抹消、繁殖）                                                                    | [ 6 ]  |
| 5番仔  | 2005年 | ノットアローン   | 牡 | 青毛   | アグネスタキオン   | 金子真人ホールディングス | 栗東・橋口弘次郎 | 29戦3勝（抹消） 2着・ラジオNIKKEI賞（GIII）                                              | [ 7 ]  |
| 6番仔  | 2006年 | ランフォルセ     | 牡 | 青鹿毛 | シンボリクリスエス | （有）キャロットファーム | 美浦・萩原清     | 41戦11勝（抹消） 優勝・ダイオライト記念、浦和記念（JpnII）、佐賀記念（JpnIII）           | [ 8 ]  |
| 7番仔  | 2007年 | ライツェント     | 牝 | 青鹿毛 | スペシャルウィーク | （有）キャロットファーム | 栗東・鮫島一歩   | 4戦0勝（抹消、繁殖）                                                                     | [ 9 ]  |
| 8番仔  | 2008年 | ノーザンリバー   | 牡 | 鹿毛   | アグネスタキオン   | 林正道                   | 栗東・浅見秀一   | 28戦10勝（抹消、種牡馬） 優勝・さきたま杯2回、東京盃（JpnII）、アーリントンC（GIII）ほか | [ 10 ] |
| 9番仔  | 2011年 | リバーソウル     | 牡 | 黒鹿毛 | ネオユニヴァース   | 林正道                   | 栗東・浅見秀一   | 43戦5勝（抹消）                                                                          | [ 11 ] |
| 10番仔 | 2012年 | アグスタ         | 牡 | 鹿毛   | ゼンノロブロイ     | 寺田寿男                 | 美浦・田村康仁   | 6戦2勝（抹消）                                                                           | [ 12 ] |

## 主要なファミリーライン
太字はGI級競走優勝馬。
- Perion Mare 1837 - B3始祖
  - （10代省略）
    - Lucasland 1962 ---←ルーカスランド牝系に戻る
      - Luckhurst 1955
        - Stumped 1977
          - Sonic Lady 1983
            - *ソニンク 1996---↓（改行）

---↓ソニンク牝系
- *ソニンク 1996
  - アコースティクス 2001
    - ロジユニヴァース 2006（東京優駿、弥生賞、札幌2歳S、ラジオNIKKEI杯2歳S）
    - クラークスデール 2016
      - パンジャタワー 2022（NHKマイルC、京王杯2歳S）

  - モンローブロンド 2002
    - ジャンカズマ 2018（OP1勝）

  - ルミナスポイント 2003
    - ルミナスパレード 2011
      - ソングライン 2018（安田記念、ヴィクトリアマイル、富士S、1351ターフスプリント）

    - ジューヌエコール 2014（デイリー杯2歳S、函館スプリントS）

  - ヴァイスハイト 2004
    - ロスヴァイセ 2011
      - スキルヴィング 2020（青葉賞）

  - ノットアローン 2005（若葉ステークス）
  - ランフォルセ 2006（ダイオライト記念、浦和記念、エルムS、佐賀記念）
  - ライツェント 2007
    - オデュッセウス 2013（OP2勝）
    - ディアドラ 2014（秋華賞、ナッソーS、府中牝馬S、紫苑S、クイーンS）
    - シャルマント 2016
      - ライツフォル 2020（OP1勝）
      - トロヴァトーレ 2021（ダービー卿CT）

    - リューベック 2019（若駒ステークス）
    - フリームファクシ 2020（きさらぎ賞）

  - ノーザンリバー 2008（さきたま杯、東京盃、アーリントンC、カペラS、東京スプリント）

牝系図の出典：牝系検索α

## 血統表
| ソニンクの血統               | ソニンクの血統                                      | ソニンクの血統                                      | （血統表の出典）                                    | （血統表の出典） |
| 父系                         | ミスタープロスペクター系                            | ミスタープロスペクター系                            | ミスタープロスペクター系                            |                  |
| 父 Machiavellian 黒鹿毛 1987 | 父の父Mr. Prospector 鹿毛 1970                      | Raise a Native                                      | Native Dancer                                       | Native Dancer    |
| 父 Machiavellian 黒鹿毛 1987 | 父の父Mr. Prospector 鹿毛 1970                      | Raise a Native                                      | Raise You                                           |                  |
| 父 Machiavellian 黒鹿毛 1987 | 父の父Mr. Prospector 鹿毛 1970                      | Gold Digger                                         | Nashua                                              | Nashua           |
| 父 Machiavellian 黒鹿毛 1987 | 父の父Mr. Prospector 鹿毛 1970                      | Gold Digger                                         | Sequence                                            |                  |
| 父 Machiavellian 黒鹿毛 1987 | 父の母Coup de Folie 鹿毛 1982                       | Halo                                                | Hail to Reason                                      | Hail to Reason   |
| 父 Machiavellian 黒鹿毛 1987 | 父の母Coup de Folie 鹿毛 1982                       | Halo                                                | Cosmah                                              |                  |
| 父 Machiavellian 黒鹿毛 1987 | 父の母Coup de Folie 鹿毛 1982                       | Raise the Standard                                  | Hoist the Flag                                      | Hoist the Flag   |
| 父 Machiavellian 黒鹿毛 1987 | 父の母Coup de Folie 鹿毛 1982                       | Raise the Standard                                  | Natalma                                             |                  |
| 母 Sonic Lady 鹿毛 1983      | 母の父Nureyev 鹿毛 1977                             | Northern Dancer                                     | Nearctic                                            | Nearctic         |
| 母 Sonic Lady 鹿毛 1983      | 母の父Nureyev 鹿毛 1977                             | Northern Dancer                                     | Natalma                                             |                  |
| 母 Sonic Lady 鹿毛 1983      | 母の父Nureyev 鹿毛 1977                             | Special                                             | Forli                                               | Forli            |
| 母 Sonic Lady 鹿毛 1983      | 母の父Nureyev 鹿毛 1977                             | Special                                             | Thong                                               |                  |
| 母 Sonic Lady 鹿毛 1983      | 母の母Stumped 鹿毛 1977                             | Owen Anthony                                        | Proud Chieftain                                     | Proud Chieftain  |
| 母 Sonic Lady 鹿毛 1983      | 母の母Stumped 鹿毛 1977                             | Owen Anthony                                        | Oweninny                                            |                  |
| 母 Sonic Lady 鹿毛 1983      | 母の母Stumped 鹿毛 1977                             | Luckhurst                                           | Busted                                              | Busted           |
| 母 Sonic Lady 鹿毛 1983      | 母の母Stumped 鹿毛 1977                             | Luckhurst                                           | Lucasland                                           |                  |
| 母系(F-No.)                  | (FN:B3)                                             | (FN:B3)                                             | (FN:B3)                                             | [ § 2 ]          |
| 5代内の近親交配              | Native Dancer 4・5×5、Natalma 4×4、Almahmoud 5・5×5 | Native Dancer 4・5×5、Natalma 4×4、Almahmoud 5・5×5 | Native Dancer 4・5×5、Natalma 4×4、Almahmoud 5・5×5 | [ § 3 ]          |
| 出典                         | 1. 2. 3.                                            | 1. 2. 3.                                            | 1. 2. 3.                                            | 1. 2. 3.         |

- 母Sonic Ladyは1986年アイリッシュ1000ギニーなどGI3勝。
- 4代母Lucaslandは1966年ジュライカップ優勝馬。